# Епархия Диня
Епархия Диня (лат. Dioecesis Diniensis, фр. Diocèse de Digne) — епархия в составе архиепархии-митрополии Марселя Римско-католической церкви во Франции. С ноября 2014 года епархией управляет епископ Эммануэль Гобийяр. Епископ-эмерит — Франсуа-Ксавье-Жак-Мари Луазо.
Клир епархии включает 33 священников (29 епархиальных и 4 монашествующих священников), 5 диаконов, 30 монахов, 65 монахинь.
Адрес епархии: 18 Bl. Soustre, B.P. 67, 04002 Digne CEDEX, France. Телефон: 492 313290. Факс: 492 322113.

## Территория
В юрисдикцию епархии входит 198 приходов в департаменте Альпы Верхнего Прованса во Франции.
Кафедра епископа находится в городе Динь в церкви Святого Иеронима.

## История
Кафедра Диня была основана в IV веке, и до 1801 года была епископоством-суффраганством архиепархии Эмбрёна.
В 1790 году епископ Франсуа дю Муше де Вильдьо был смещен с кафедры светскими властями за отказ присягнуть на верность гражданской конституции. Назначенный вместо него светскими властями 21 марта 1791 года антиепископ Жан-Батист де Вильнев не был признан Святым Престолом.
После конкордата 1801 года буллой Qui Christi Domini Папы Пия VII от 29 ноября 1801 года в состав епархии Динь вошли территории нескольких упраздненных епархий, сама же епархия Диня вошла в состав церковной провинции архиепархии Экса.
В состав епархии Диня вошли:
- епархия Энтрево; время основания кафедры неизвестно, с XV века кафедра перенесена в Гландеве; хронологический список епископов начинается с середины VI века; в 1801 году епархия Энтрево была упразднена, её территория разделена между епархиями Ниццы и Диня;
- епархия Рье; кафедра основана между V и VI веками; в 1801 году епархия Рье была упразднена, её территория разделена между архиепархией Экса и епаръией Диня; в 1822 году часть из архиепархии Экса была передана епархии Фрежюса;
- епархия Сена; кафедра основана между V и VI века;
- епархия Систерона;Кафедра основана между V и VI веками; в 1801 году епархия Систерона была упразднена, её территория разделена между епархиями Валанса и Диня.

Кроме того в состав епархии Диня вошли несколько приходов из епархий Гапа и Апа и архиепархий Эмбрёна и Экса. 15 февраля 1916 года епископам Диня было разрешено называться также епископами Рье и епископами Систерона.
8 декабря 2002 года епархия Диня вошла в состав церковной провинции архиепархии Марселя.

## Ординарии епархии
- святой Домнин (упоминается в 364/365);
- святой Викентий (упоминается в 380);
- Нектарий (439—455);
- Мемориалий (упоминается в 463);
- Пентадий (упоминается в 506);
- Порциан (524—527);
- Гиларий (549—554);
- Гераклий (573—585);
- Павел (VI/VII век);
- Максим (упоминается в 614);
- Бобон (644—653);
- Раимбальд (упоминается в 791);
- Бледерик (упоминается в 899);
- Эмин (упоминается в 1025);
- Бернар I (упоминается в 1035);
- Юг I (1038—1065);
- Ложье (упоминается в 1070);
- Ги (упоминается в 1146);
- Пьер I Эсмидо (упоминается в 1150);
- Юг II де Вар (XII век);
- Юг III (XII век);
- Пьер II де Дройя (XII век);
- Гильом I де Беневан (1179—1189) — цистерцианец, назначен архиепископом Эмбрёна;
- Гиг де Ревель (1184—1185);
- Бертран I де Тюрье (1192—1196);
- Исмидон (упоминается в 1206);
- Валон де Дампьер (упоминается в 1209);
- Лантельм (1210 — 06.10.1232);
- Юг IV де Лаон (1233—1242);
- Амблар (1247—1248);
- Бонифас (22.10.1248 — 25.05.1278);
- Гильом II де Порселле (02.12.1289 — 1294) — францисканец;
- Юг V (упоминается в 1297)
- Рено де Порселле (02.01.1303 — 1318);
- Арман де Верново (08.07.1318 — 25.01.1324) — назначен епископом Нима;
- Гильом III де Сабран (25.01.1324 — 1325) — бенедиктинец;
- Гильом IV Эбрар (упоминается в 1326);
- Эльзеар де Вильнёв (17.11.1327 — 07.10.1341);
- Жан I Пессони (17.12.1341 — 02.08.1361) — назначен архиепископом Экса;
- Бертран II де Сегюре (20.05.1362 — 1385);
- Николя де Корбер (04.06.1397 — 05.03.1406) — францисканец;
- Бертран III Рауль (10.03.1406 — 26.02.1432) — францисканец;
- Пьер III де Версей (31.03.1432 — 25.09.1439) — бенедиктинец, назначен епископом Мо;
- Гийом д’Эстутевилль (25.09.1439 — 11.09.1445) — бенедиктинец;
- Пьер Тюрелюр (11.09.1445 — 22.07.1466) — доминиканец;
- Конрад де Ла Круа (26.09.1466 — 1479);
- Антуан I де Гираман (1479);
- Франсуа де Гираман (23.01.1512 — 25.05.1536);
- Керюбен д’Oрсьер (04.08.1536 — 1545);
- Антуан II Оливье (17.05.1546 — 12.09.1552) — назначен епископом Ломба;
- Антуан III Эроэ (06.02.1553 — 1567);
- Анри I Ле Меньен (17.03.1568 — 1587);
- Клод I Кокеле (26.10.1587 — 1602);
- Антуан IV де Болонь(10.06.1602 — 24.09.1615) — минимы;
- Луи I де Болонь (24.09.1615 — 1628);
- Рафаэль де Болонь (1628—1664);
- Туссен де Форбен-Жансон (1664 — 09.07.1668) — назначен епископом Марселя;
- Жан-Арман де Ротонди де Бискарра (03.08.1668 — 05.08.1669) — назначен епископом Лодева;
- Жан II де Вентимиль дю Люк (02.06.1670 — 27.04.1676) — назначен епископом Тулона;
- Анри II Феликс де Тасси (19.10.1676 — 1677) — назначен епископом Шалона;
- Клод II де Бурлон (1677);
- Франсуа II Ле Телье (28.02.1678 — 11.02.1708);
- Анри III де Пюже (03.10.1708 — 22.01.1728);
- Жан III д’Ис де Салеон (18.02.1728 — 08.02.1730) — избранный епископ, назначен епископом Ажена;
- Антуан V Жозеф Амабль де Федо (11.09.1730 — 03.12.1741) — кармелит;
- Поль де Рибер (1742);
- Жан-Луи дю Ло (24.09.1742 — 15.09.1746);
- Луи II Секстьюс Жарант де Ла Брюйер (10.04.1747 — 28.02.1758) — назначен епископом Орлеана;
- Пьер-Поль I дю Келар (13.03.1758 — 15.12.1784);
- Франсуа III дю Муше де Вильдьё (25.06.1784 — 10.08.1823);
  - Жан-Батист де Вильнёв (1791—1793) — антиепископ;
- Ирене-Ив де Соль (29.04.1802 — 30.01.1805) — назначен епископом Шамбери;
- Франсуа-Мелькьор-Шарль-Бьенвеню Мьоллис (28.08.1805 — 31.08.1838);
- Мари Доминик Огюст Сибур (28.09.1839 — 10.07.1848) — назначен архиепископом Парижа;
- Мари-Жюльен Мерьё (28.09.1848 — 1880);
- Луи-Жозеф-Мари-Анж Винь (30.01.1880 — 13.01.1885) — назначен архиепископом Авиньона;
- Альфред-Франсуа Флёри-Отто (13.01.1885 — 16.04.1887) — назначен епископом Байоны;
- Анри-Абель Мортье (16.04.1887 — 27.01.1889);
- Пьер-Поль II Сервонне (24.04.1889 — 15.04.1897) — назначен архиепископом Буржа;
- Жан IV Азера (14.04.1897 — 17.06.1905);
- Доминик Кастеллан (13.07.1906 — 26.05.1915) — назначен архиепископом Шамбери;
- Леон-Адольф Ланфан (01.06.1915 — 06.08.1917);
- Жан-Жозеф-Бенуа-Мари Мартель (27.11.1917 — 17.03.1923);
- Косм-Бенжамен Жорсен (23.12.1923 — 20.12.1958);
- Рене-Фернан-Бернарден Коллен (21.12.1958 — 1980) — францисканцы;
- Эдмон-Мари-Анри Абеле (01.12.1980 — 02.06.1987);
- Жорж Поль Понтье (02.02.1988 — 05.08.1996) — назначен епископом Ла-Рошели;
- Франсуа-Ксавье-Жак-Мари Луазо (10.11.1997 — 7.11.2014);
- Жан-Филипп Но (7.11.2014 — 9.03.2022) — назначен епископом Ниццы;
- Эммануэль Гобийяр (c 9.03.2022)

## Статистика
На конец 2006 года из 139 523 человек, проживающих на территории епархии, католиками являлись 96 271 человек, что соответствует 69,0 % от общего числа населения епархии.
| год  | население | население | население | священники | священники        | священники         | священники                           | постоянные диаконы | монахи  | монахи  | приходы |
| год  | католики  | всего     | %         | всего      | белое духовенство | черное духовенство | число католиков на одного священника | постоянные диаконы | мужчины | женщины | приходы |
| ---- | --------- | --------- | --------- | ---------- | ----------------- | ------------------ | ------------------------------------ | ------------------ | ------- | ------- | ------- |
| 1948 | 75.000    | 80.000    | 93,8      | 170        | 170               |                    | 441                                  |                    |         | 250     | 346     |
| 1970 | 95.000    | 105.000   | 90,5      | 107        | 101               | 6                  | 887                                  |                    | 6       | 290     | 192     |
| 1980 | 107.000   | 120.000   | 89,2      | 99         | 86                | 13                 | 1.080                                |                    | 22      | 430     | 198     |
| 1990 | 101.000   | 126.000   | 80,2      | 89         | 67                | 22                 | 1.134                                |                    | 28      | 245     | 198     |
| 1999 | 110.000   | 143.000   | 76,9      | 65         | 51                | 14                 | 1.692                                | 2                  | 19      | 153     | 198     |
| 2000 | 110.000   | 139.523   | 78,8      | 64         | 49                | 15                 | 1.718                                | 4                  | 23      | 139     | 198     |
| 2001 | 110.000   | 139.523   | 78,8      | 61         | 48                | 13                 | 1.803                                | 4                  | 21      | 146     | 198     |
| 2002 | 110.000   | 139.523   | 78,8      | 58         | 46                | 12                 | 1.896                                | 4                  | 18      | 141     | 198     |
| 2003 | 110.000   | 139.523   | 78,8      | 56         | 43                | 13                 | 1.964                                | 5                  | 22      | 149     | 198     |
| 2004 | 110.000   | 139.523   | 78,8      | 56         | 48                | 8                  | 1.964                                | 5                  | 24      | 159     | 198     |
| 2006 | 96.271    | 139.523   | 69,0      | 50         | 43                | 7                  | 1.925                                | 6                  | 28      | 136     | 198     |